# Dicranomyia (Melanolimonia) spinifera
Dicranomyia (Melanolimonia) spinifera is een tweevleugelige uit de familie steltmuggen (Limoniidae). De soort komt voor in het Nearctisch gebied.